# 大棋盤
《大棋盤》（英語：The Grand Chessboard: American Primacy and Its Geostrategic Imperatives），是美國外交官及政治學者兹比格涅夫·布热津斯基的主要著作之一。本書於1997年出版。
布热津斯基是波蘭裔美國人，曾在卡特政府擔任國家安全顧問，專長是地緣政治學。
本書的棋盤範圍即為歐亞大陸，布热津斯基於本書中引用了哈尔福德·麦金德的心臟地帶理論進行論述。布热津斯基認為在蘇聯解體，美國成為世界唯一的超级大国後，應當制定一個新的美國在中亞地緣戰略目標，阻止在歐亞大陸棋盤上出現能與美國抗衡的對手。

## 遠東之錨
因亞洲經濟發展快速，美國應避免該地區的衝突破壞美國在遠東區域的經濟利益。在美國的遠東策略方面，布热津斯基正視中國崛起的現實。布热津斯基認為中華人民共和國會在吸納香港後，以統一臺灣為主要目標；而中國建立「經濟繁榮、民主以及尊重人權」的體制吸引臺灣，進而和平統一臺灣是相對不會牴觸美國亞太地緣利益。  在此點上，美國應施壓臺灣，以避免臺灣改變兩岸模糊的現狀。針對如何應對盟友日本，布热津斯基不認為日本有能力在中國崛起的壓力下取得區域大國地位，而須仰賴美日同盟，處於如加拿大般的中型國家地位；在此前提下，美國應避免將日本變成美國在遠東「永不沈沒的航空母艦」，穩固美中日三角關係，避免衝突。
結論而言，布热津斯基認為應懷柔中華人民共和國，將其納入國際合作架構中，「使中國能夠扮演區域和世界上負責任利害關係人」，鈍化、利用其野心，成為遠東之錨。 懷柔戰略賴於兩項對話機制，一是戰略經濟對話(the Strategic and Economic Dialogue, SED)；另一是商業和貿易聯合委員會(the Joint Commission on Commerce and Trade, JCCT)。 而美國可透過跨太平洋夥伴全面進步協定，增進自身與遠東的經濟繁榮。

### 腳註
1. 1 2  . 鳳凰網. 2009-09-08  [2015-01-06]. （原始内容存档于2015-01-06）.
2. 1 2 3 4  石齊平. . 商業周刊. 2003-11-03, (547)  [2015-01-06]. （原始内容存档于2015-01-06）.
3. 1 2  . 民報. 2015-01-04  [2015-01-06]. （原始内容存档于2015-01-06）.
4. ↑  Zbigniew Brzezinski; 中國國際問題研究所. . . 上海人民出版社. 2010. ISBN 9787208066069.
5. 1 2 3  林文程.  (PDF). 財團法人現代財經基金會. 2011-11  [2015-01-06]. （原始内容存档 (PDF)于2016-04-16）.
6. ↑  Zbigniew Brzezinski; 中國國際問題研究所. . . 上海人民出版社. 2010. ISBN 9787208066069.

### 中文譯本
- Zbigniew Brzezinski; 林添貴. . 立緒文化事業有限公司. 2007. ISBN 978-986-7416-79-7.
- Zbigniew Brzezinski; 中國國際問題研究所. . 上海人民出版社. 2010. ISBN 9787208066069.

## 外部連結
- . 網際網路檔案館 （英语）.